# Shankill Butchers

Mural dedicado al UVF, organización con la que estaban relacionados los miembros de los Carniceros de Shankill. Carrickfergus, Irlanda del Norte.

Shankill Butchers (los Carniceros de Shankill) es el nombre de una banda de asesinos con vínculos con grupos paramilitares, de ideología lealista. Muchos de sus miembros lo eran también de la Fuerza Voluntaria del Ulster (UVF); la banda estuvo activa durante la década de 1970 en el contexto del conflicto de Irlanda del Norte.
El grupo llevaba a cabo sus ataques en Belfast; sus acciones incluían el secuestro nocturno, la tortura y el asesinato (normalmente por degollamiento) de civiles católicos al azar. Los Carniceros de Shankill mataron al menos a diecinueve personas (incluyendo un número importante de protestantes) entre ataques contra católicos, disputas con otros grupos paramilitares, venganzas personales y ataques con bombas. Durante mucho tiempo el miedo de los habitantes de Shankill dificultó la captura de los miembros de la banda, que finalmente fue desarticulada en 1979. Su líder murió en un atentado del IRA Provisional en 1982.

## Historia
De acuerdo con Conor Cruise O'Brien, los Carniceros, liderados por Lenny Murphy, "elevaron a un nuevo nivel aterrador la violencia paramilitar a un país ya endurecido por la muerte y destrucción". Su modus operandi más habitual se iniciaba cuando cerraban los pubs de Shankill, barrio protestante de Belfast: se desplazaban en coche hacia los barrios católicos de la ciudad y secuestraban al azar a alguna persona. Tras comprobar su religión, la torturaban y finalmente la degollaban, abandonándola posteriormente. Murieron así al menos seis personas entre noviembre de 1975 y marzo de 1977.
En 1976, Murphy fue condenado a prisión por posesión de armas; desde la simbólica prisión de Maze siguió liderando la banda para que cometiera más asesinatos, para así desviar las sospechas que pudieran recaer sobre él. Finalmente la mayoría de la banda fue detenida y condenada a prisión: en 1979 lo fueron once de sus integrantes, ocho de ellos a cadena perpetua.
Sin embargo, Murphy y sus dos principales lugartenientes se libraron del proceso. Murphy murió en noviembre de 1982 en un atentado perpetrado por el IRA Provisional, a la edad de veintinueve años. Siempre ha habido fuertes sospechas de que en esa acción el IRA fue ayudado por miembros del propio UVF.
En 1997 William Basher Bates, otro miembro de la banda, también fue asesinado poco después de haber sido liberado de la cárcel.